# Jamie Waylett
Jamie Michael Waylett (Londra, 21 luglio 1989) è un attore britannico, conosciuto per aver interpretato il ruolo di Vincent Tiger nella serie di film di Harry Potter.

## Procedimenti giudiziari
Il 7 aprile 2009, Waylett e un amico furono fermati per un controllo stradale dalla polizia londinese. Durante il normale controllo dell'auto, i poliziotti vi trovarono un coltello e otto buste di cannabis. Delle immagini nella macchina fotografica dell'attore, inoltre, condussero i poliziotti nell'abitazione della madre di Jamie, dove furono scoperte molte altre piante di cannabis coltivate nella camera da letto del ragazzo.
Il mese successivo, Jamie fu accusato di possesso di droga. Il 16 luglio apparve davanti ai giudici, e fu giudicato colpevole di coltivare le suddette piante a casa della madre, sebbene egli stesso affermò che le piante erano solo per uso personale e non sarebbero state distribuite. Il 21 luglio, giorno del suo ventesimo compleanno, Jamie fu multato con 120 ore di servizio comunitario. Precedentemente, alla sola età di 17 anni nell'ottobre del 2006, Waylett era già stato accusato di fare uso di cocaina.
Il 9 agosto 2009 il partner di Waylett in Harry Potter, Joshua Herdman (interprete di Gregory Goyle), annunciò che Waylett non avrebbe fatto ritorno sugli schermi per l'ultimo capitolo della saga, Harry Potter e i Doni della Morte, diviso in due film. Il suo personaggio, infatti, fu totalmente escluso dalla trama, e le sue battute furono recitate da Herdman insieme alle proprie.
Nell'ottobre 2011 è stato arrestato e successivamente condannato, nel marzo 2012, a due anni di prigione per aver preso parte ai disordini in Inghilterra di quell'anno, più precisamente per essere stato responsabile del vandalismo di una casa nel distretto di Chalk Farm di Londra, armato di una bomba Molotov.
Dopo aver finito di scontare la pena, Waylett si rimise nei guai nel 2017 per sospetta produzione e consumo di cannabis.

## Filmografia
- Harry Potter e la pietra filosofale (Harry Potter and the Philosopher's Stone), regia di Chris Columbus (2001)
- Harry Potter e la camera dei segreti (Harry Potter and the Chamber of Secrets), regia di Chris Columbus (2002)
- Harry Potter e il prigioniero di Azkaban (Harry Potter and the Prisoner of Azkaban), regia di Alfonso Cuarón (2004)
- Harry Potter e il calice di fuoco (Harry Potter and the Goblet of Fire), regia di Mike Newell (2005)
- Harry Potter e l'Ordine della Fenice (Harry Potter and the Order of the Phoenix), regia di David Yates (2007)
- Harry Potter e il principe mezzosangue (Harry Potter and the Half-Blood Prince), regia di David Yates (2009)

## Doppiatori italiani
Nelle versioni in italiano delle opere in cui ha recitato, è stato doppiato da:
- Angelo Evangelista in Harry Potter e l'Ordine della Fenice e Harry Potter e il principe mezzosangue